# Cryptochilidae
Famille
Les Cryptochilidae sont une famille de Ciliés de la classe des Oligohymenophorea et de l'ordre des Philasterida.

## Étymologie
Le nom de la famille vient du genre type Cryptochilum, dérivé du grec κρυπτ / krypt, « caché », et χιλός / kilos, « fourrage, gazon », probablement en référence à la ciliation.

## Description

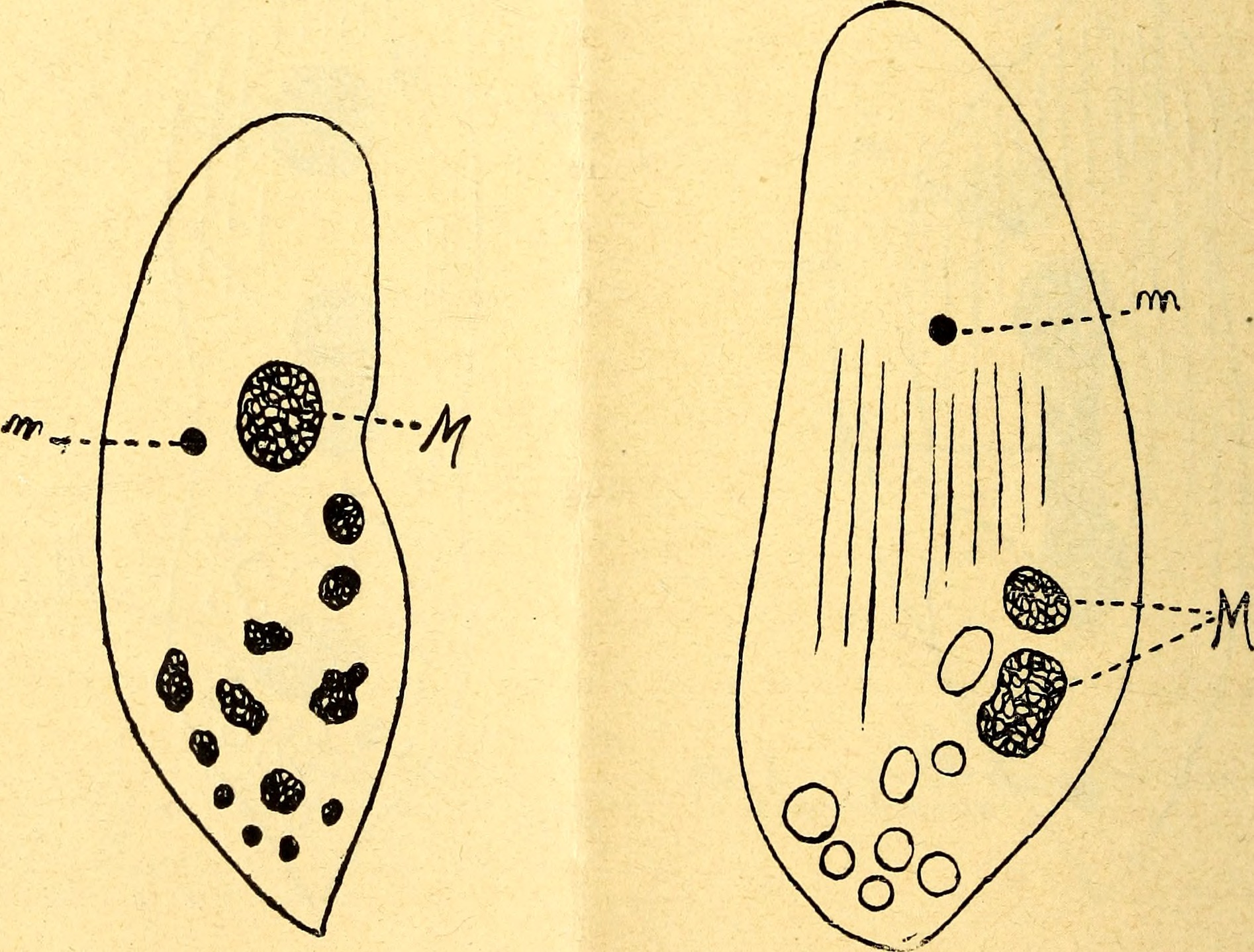
Cryptochilum sp. - Illustration dans Bullettino delle sedute della Accademia gioenia di scienze naturali in Catania, 1903.

Les Cryptochilidae ont une taille moyenne (80 à 200 μm) à grande (> 200 μm). Leur forme est généralement comprimée latéralement et effilée antérieurement et postérieurement, avec une projection caudale portant un ou plusieurs cils plus longs. Ils vivent en natation libre. Leur ciliation somatique est holotriche (c'est-à-dire uniforme), dense. Leur région buccale est généralement postérieure à l'équateur avec le polykinétide buccal 2 relativement bien développé. Le macronoyau est globulaire à ellipsoïde. Micronoyau, vacuole contractile et cytoprocte (anus) sont présents. Ils sont bactérivores.

## Habitat et répartition
Les Cryptochilidae sont des ciliés marins, comme endocommensaux dans les intestins des oursins, et quelques espèces dans les mollusques xylophages.

## Systématique
Le nom valide complet (avec auteur) de cette famille est Cryptochilidae Berger in Corliss, 1979. Elle est classée dans l'ordre des Philasterida ou des Peniculida.

## Liste des genres
Selon GBIF (19 décembre 2023) :
- Biggaria Aescht, 2001
- Cryptochilium
- Cryptochilum Maupas, 1883 Genre type
  - Genre synonyme: Oreoctoma Yankovskij, 1980
  - Espèce type : Cryptochilum griseolum (Perty, 1852) Maupas, 1883
- Tanystomium Berger, 1994

Selon le World Register of Marine Species (19 décembre 2023) :
- Biggaria
- Cryptochilum Maupas, 1883

Selon Lynn (2010) :
- Biggaria Aescht, 2001
- Biggariella Profant in Corliss, 1979 nomen nudum
- Cryptochilum Maupas, 1883
- Metoikos Berger & Thompson in Corliss, 1979 nomen nudum
- Tanystomium Berger in Corliss, 1979 nomen nudum
- Thigmozoon Santhakumari & Nair, 1973
- Velistoma Jankowski, 1980
- Yagiua Profant in Corliss, 1979 nomen nudum